# Lin Weining
Lin Weining (林伟宁S, Lín WěiníngP; 15 marzo 1979) è una sollevatrice cinese, vincitrice della medaglia d'oro olimpica a Sydney 2000 nella categoria fino a 69 kg.

## Palmarès
- Giochi olimpici

Sydney 2000: oro nei 69 kg.
- Campionati asiatici

Wuhan 1999: oro nei 69 kg, nello slancio 69kg e nel sollevamento 69kg.